# Walter Häbich
Walter Emil Häbich (né le 15 octobre 1904 à Botnang, près de Stuttgart, mort le 30 juin ou le 1er juillet 1934 au camp de concentration de Dachau) un homme politique allemand communiste. Häbich est une victime de la nuit des longs couteaux.

## Biographie
Walter Häbich est le cinquième enfant et plus jeune fils du mécanicien Hermann Karl Habich. La famille Häbich exploite une auberge à partir de 1906. Après plusieurs coups du sort, comme la mort de la fille aînée en 1912 et du père en 1913, la famille s'appauvrit pendant la Première Guerre mondiale et perd finalement l'auberge. Il suit une scolarité jusqu'en 1918. Häbich abandonne son désir initial de devenir dessinateur : de 1918 à 1921, il apprend le métier d'orthoprothésiste, qu'il déteste. De 1923 à 1925, Häbich gagne sa vie comme métallurgiste.
Häbich devient en 1920 membre de la Ligue des jeunes communistes d'Allemagne (KJVD). En 1921, il prend la présidence d'un groupe de quartier et en 1922, il prend la direction du KJVD-Groß-Stuttgart. Il est également responsable du KPD à partir de 1923.
Le 23 novembre 1923, après l'échec des soulèvements communistes en Saxe et en Thuringe, Häbich est placé en détention préventive alors qu'il est mineur et condamné à trois ans de prison. Jusqu'à sa libération en août 1925 à l'occasion d'une amnistie, il est emprisonné dans la forteresse d'Hohenasperg.
Häbich devient le chef de la Ligue des jeunes communistes du Wurtemberg et responsable à plein temps du KPD. En 1926, Häbich prend la direction des jeunes de l'arrondissement de Wasserkante à Hambourg et, à ce titre, est membre de la direction du de la section KPD du Wasserkante. Dans ce contexte, il est en contact étroit avec Ernst Thälmann. Il participe au cinquième Congrès de l'Internationale des jeunes communistes du 20 août au 18 septembre 1928 à Moscou et est élu à son comité exécutif.
De 1928 à 1929, Häbich est président du KJVD et en 1929, il est brièvement membre du comité central du KPD. Lors du douzième congrès de KPD à Berlin-Wedding du 9 au 12 juin 1929, il rend compte du travail du KJVD. Il est employé comme rédacteur au journal Klassekampf à Halle, mais continue aussi à travailler comme responsable de la Ligue des jeunes communistes. À partir de 1930, il travaille à nouveau comme rédacteur en chef du Neue Zeitung à Munich. De janvier à décembre 1932, il purge une peine de prison à Hohenasperg, après quoi il retourne à Munich.
Après l'arrivée au pouvoir des nazis le 30 janvier 1933, Häbich entre dans la clandestinité politique le 6 mars 1933. En peu de temps, il devient la force motrice du journal communiste illégal Neue Zeitung, pour lequel il écrit et édite de nombreux articles. Lorsque l'imprimerie du Neue Zeitung, caché dans une abbaye catholique, est perquisitionné le 23 septembre 1933, Häbich est également arrêté. Avec d'autres employés du journal, il est emmené au camp de concentration de Dachau dans le cadre de la Schutzhaft. Il y est torturé et détenu dans l'obscurité, mais peut rester en vie grâce au soutien secret d'autres prisonniers.
Le 30 juin ou le 1er juillet 1934, Häbich est fusillé par des membres SS de la garde du camp lors de la Nuit des longs couteaux avec quatre autres prisonniers de Dachau (Julius Adler, Erich Gans (de), Adam Hereth (de) et Paul Röhrbein (de)). Le soir du 2 juillet, le corps de Häbich est transporté au crématorium du cimetière de l'Est de Munich avec les corps de quinze autres personnes tuées lors de la Nuit des longs couteaux à Dachau, où elles sont incinérées.
La police politique de Berlin déclare officiellement que la fusillade contre Häbich est un "acte de légitime défense de l'État" et qu'il n'y a donc aucune nécessité d'explications supplémentaires. Lui et les autres prisonniers furent accusés d'avoir sympathisé avec les dirigeants des SA, ce qui est utilisé pour justifier les tirs. Étant donné que le nom de Häbich ne figure pas sur la liste officielle des morts de la Nuit des longs couteaux, il est douteux que l'ordre de l'abattre soit venu des dirigeants politiques de Berlin. Il est plus probable que la direction du camp de Dachau autour de Theodor Eicke profita de la Nuit faire une purge. La décision et l'ordre de tirer sur Häbich ainsi qu'Adler, Gans et Hereth furent très probablement pris ou donnés par la direction du camp elle-même, sans aucune instruction de Berlin.
Après avoir été remise à la famille, l'urne de Häbich est enterrée au cimetière de Botnang. Les funérailles sont l'occasion d'une manifestation politique contre le nazisme malgré la présence de la Gestapo, qui filme l'événement. Häbich choisit lui-même l'épitaphe de sa pierre tombale :« Plus la nuit est sombre, plus les étoiles sont-elles brillantes ? »

## Commémorations
Walter Häbich est célébré en République démocratique allemande comme un héros de la résistance antifasciste. Après la réunification, l'hommage est moins fort, à l'exception de Stuttgart, la ville natale de Häbich, où sa mémoire est célébrée en dépit de ses opinions communistes.